# Mitridates III de Commagena
Mitridates III Antíoc Epífanes (en grec antic Μιθριδάτης Ἀντίοχος ὀ Ἐπιφανής) va ser rei de Commagena del 20 aC al 12 aC.
Era fill del príncep Mitridates, probablement Mitridates II Filohel·len. El seu pare va enviar un ambaixador al romans segurament per denunciar al seu germà Antíoc II de Commagena, però aquest el va interceptar i matar. August va cridar a Roma Antíoc II l'any 29 aC, on el va acusar i executar.
La corona va romandre un temps vacant fins que August va decidir donar-la a Mitridates, que va regnar amb el nom Mitridates III. Va morir l'any 12 aC i el va succeir el seu fill Antíoc III de Commagena.